# Salzkrug

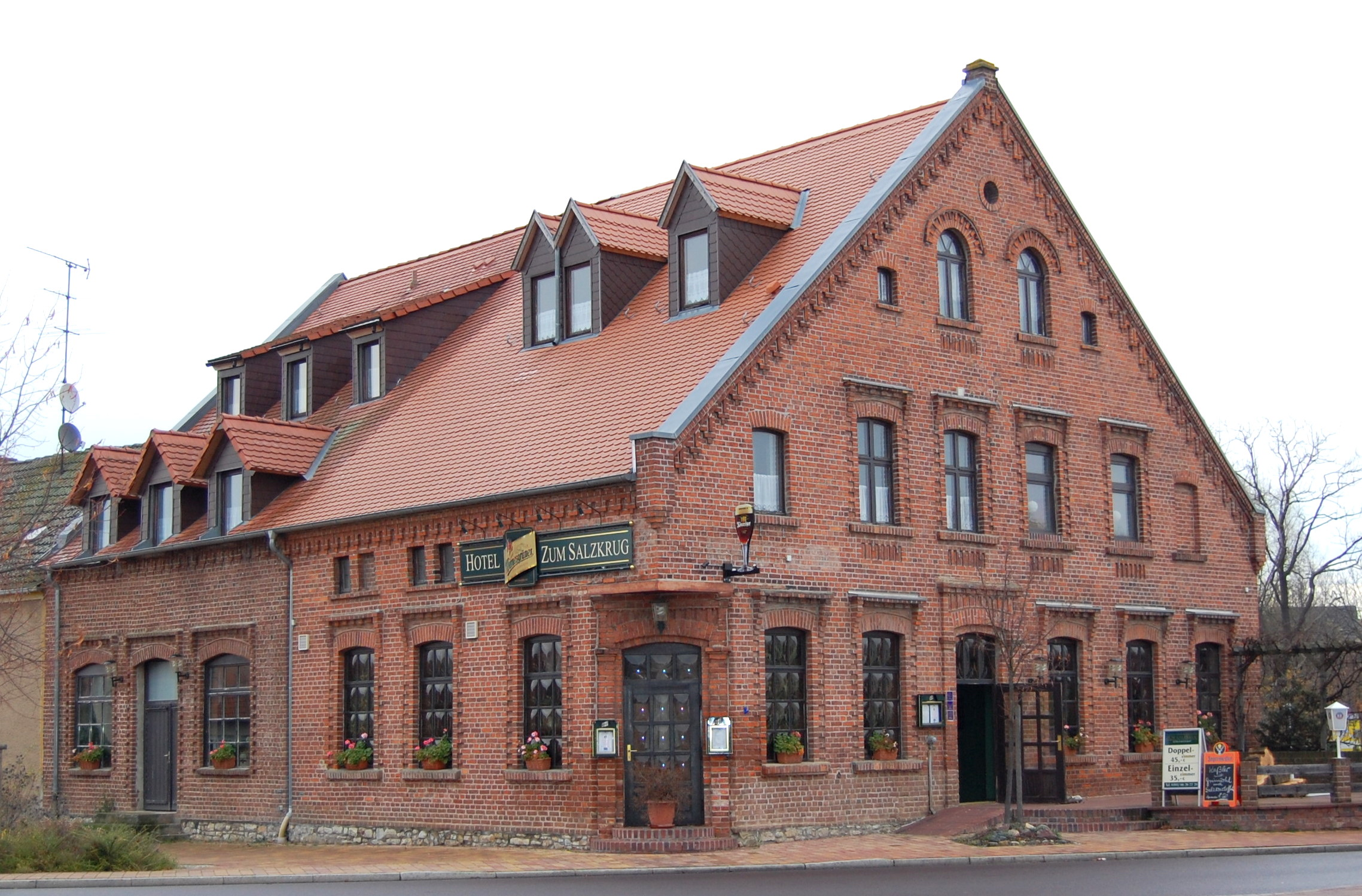
Salzkrug

Der Salzkrug ist ein unter Denkmalschutz stehender Gasthof im zur Stadt Magdeburg gehörenden Stadtteil Beyendorf-Sohlen.

## Geschichte
Das auch heute noch als Gaststätte und Hotel genutzte Gebäude wurde am zentralen Dorfplatz, Hausnummer 10, des Ortsteils Sohlen etwa um 1860/70 gebaut. Der Name Salzkrug nimmt auf die bis in das 18. Jahrhundert an dieser Stelle erfolgte Salzgewinnung Bezug. Die östlich des Salzkruges verlaufende Sülze führt noch heute salzhaltiges Wasser. Der Salzkrug diente in der Vergangenheit auch als Versammlungsort der Einwohner Sohlens.

## Architektur
Der Salzkrug ist ein großer aus Ziegeln errichteter Bau und wird durch sein breites Satteldach geprägt. Das gesamte Erscheinungsbild erinnert an die gewerblichen Bauten der Frühphase der Industrialisierung. Die schlichte Fassade verfügt über sechs Achsen. Im Erdgeschoss befindet sich der von großen Rundbogen- und Segmentbogenfenstern dominierte Schankraum. Direkt unterhalb des Dachfirsts ist ein kleines Okulus. Die Schrägen des Giebels werden durch einen Fries betont. Während die Fassade der Frontseite drei Stockwerke umfasst, besteht auf der Traufseite durch das tief heruntergezogene Dach nur ein Geschoss. Die Fassade verfügt hier über Traufgesims und Mezzanin.